# Cratere Ngone
Ngone  è un cratere sulla superficie di Venere.